# Nils Bonde af Björnö

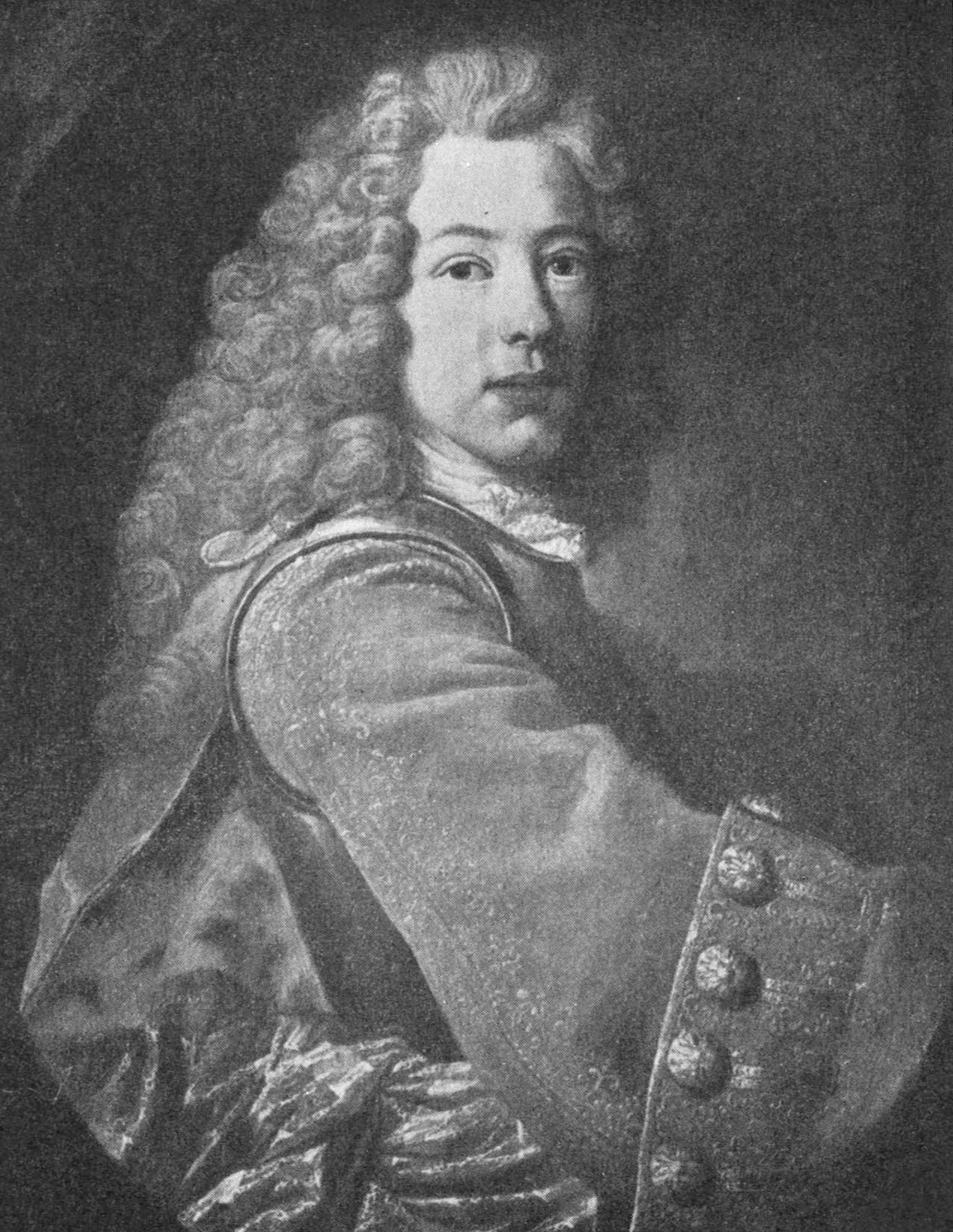
Nils Bonde som 19-åring, porträtterad av J. van Schuppen.

Nils Bonde, greve av Björnö, född 1685, död 1760, var en svensk militär och ämbetsman.

## Biografi
Nils Bonde var son till Carl Bonde och bror till Gustaf Bonde. Han deltog från 1703 i det stora nordiska kriget, blev fången vid Perevolotjna 1709, frigavs 1721, och trädde samma år i holsteinsk tjänst som överste. Åren 1724-1728 var han överkammarherre hos hertigen av Holstein, och var därefter landshövding i Södermanlands län 1739-1750. Bonde hade betydelse framför allt som förmedlare mellan hertig Karl Fredrik av Holstein och det holsteinska partiet i Sverige.
Nils Bonde stiftade 1750 fideikommisset Hörningsholms slott. Han lät även på 1700-talets mitt uppföra nuvarande huvudbyggnad efter ritningar av arkitekt Carl Hårleman. Nils Bondes son, Nils Nilsson Bonde af Björnö, övertog fideikommisset efter sin far och innehade det till sin död 1816.

### Familj
Bonde gifte sig 21 juni 1725 på Poh i Jakobis socken, Estland med Magdalena Elisabet von Dreijern (1704–1778), dotter till hovrådet Mattias von Dreijern i Holstein och Anna Margareta von Clausenheim. De fick tillsammans barnen Catharina Bonde (1726–1760) som var gift med kammarherren Carl Gustaf Wattrang, Carl Fredrik Gustaf Bonde (1727–1728), Carl Gustaf Bonde (1728–1729), Nils Bonde (1730–1730), kammarherren Nils Bonde (1731–1816) som var gift med friherrinnan Anna Christina Fleming af Liebelitz, hovmarskalken Johan Gustaf Bonde (1733–1796) och Carl Bonde (1735–1736).